# Николай Бойков
Николай Павлов Бойков (НПБ, Николай П. Бойков) е български писател, публицист, литературен критик и преводач.

## Биография
Роден е във Видин на 26 януари 1968 г. Завършва Математическата гимназия във Видин през 1985 г. След това е приет да учи информатика в Софийския университет. След 2 семестъра в политехника в Унгария се прехвърля в специалност „Унгарска филология“ в Дебреценския университет „Лайош Кошут“ и се дипломира през 1994 г.
Преподавател е по унгарски език и литература в Софийския университет от 1998 до 2005 г.
Съставител е на сборника „Прози“ на Миклош Месьой (редактор, съпреводач и преводач, „Сонм“, 2003)
Водещ редактор е на 6 броя на „Литературен вестник“ (2000, 2001, 2003, 2005, 2006, 2019) на унгарски език, както и на детски античен брой (2002).
Бойков е открито хомосексуален. Живее в София.

## Избрана библиография

### Поезия
- „Метафизики“, изд. „Свободно поетическо общество“, 2000 г.[5]
- „Стихотворения с биография“, „Жанет 45“, 2003 г.[6]
- „Ояснен в любов“, самиздат, 2005 г.
- „101 посвещения“, Small stations press, 2019 г.

### Проза
- „Писма до Петър“, „Жанет 45“, 2006.
- „Книгата на живота“, „Сиела“, 2010.[7][8]

### Избрани преводи
- Петер Естерхази, „Погледът на графиня Хан-Хан“ („Сонм“, 2000)
- Ференц Сий, „Кула-кора“ („Сонм“, 2002)
- Силард Борбей, „Вместо което да“ („Сонм“, 2002)
- Петер Надаш, „Собствена смърт“ („Алтера“, 2011)[9]
- Имре Кертес, „Английското знаме“ („Алтера“, 2011)[10]
- Ищван Йоркен, „Едноминутни новели“ („Жанет 45“, 2012)